# Čepljani
Čepljani (wł. Ceppiani) – wieś w Chorwacji, w żupanii istryjskiej, w mieście Umag. W 2011 roku liczyła 218 mieszkańców.